# Layers
Pour l'album homonyme de Kungs, voir Layers (album de Kungs).
Albums de Royce da 5'9"
PRhyme
(2014) PRhyme 2
(2018)
Singles
1. Tabernacle
Sortie : 8 mars 2016
2. Layers (feat. Pusha T & Rick Ross)
Sortie : 5 avril 2016

Layers est le sixième album studio de Royce da 5'9", sorti le 15 avril 2016 sous le label Bad Half Entertainment.
L'album s'est classé 1er au Top R&B/Hip-Hop Albums, 4e au Top Independent Albums et 22e au Billboard 200.

## Liste des titres
| No  | Titre                                                                  | Contient un (des) sample(s) de                                                                 | Durée |
| --- | ---------------------------------------------------------------------- | ---------------------------------------------------------------------------------------------- | ----- |
| 1.  | Tabernacle (Produit par Symbolyc One et J. Rhodes)                     | Sean Price d'Heltah Skeltah featuring Illa Noyz                                                | 5:19  |
| 2.  | Pray (Produit par Mr. Porter et G Koop)                                |                                                                                                | 4:05  |
| 3.  | Hard (Produit par AntMan Wonder)                                       |                                                                                                | 5:51  |
| 4.  | Startercoat (Produit par Mr. Porter)                                   |                                                                                                | 3:36  |
| 5.  | Wait (Produit par Jake One)                                            |                                                                                                | 3:12  |
| 6.  | Shine (Skit)                                                           |                                                                                                | 0:27  |
| 7.  | Shine (Produit par Nottz)                                              | Children and Lace d'Alan Parker Me and My Girlfriend de Makaveli                               | 5:18  |
| 8.  | Lincoln (Skit)                                                         |                                                                                                | 1:57  |
| 9.  | Flesh (Produit par DJ Khalil)                                          |                                                                                                | 3:31  |
| 10. | Hello (Skit) (featuring Melanie Rutherford – Produit par Daniel Smith) |                                                                                                | 1:29  |
| 11. | Misses (featuring K. Young – Produit par DJ Khalil)                    |                                                                                                | 4:09  |
| 12. | Dope! (featuring Loren W. Oden – Produit par DJ Pain 1)                | Huit Octobre 1971 de Cortex                                                                    | 4:03  |
| 13. | America (Produit par Symbolyc One et Epikh)                            |                                                                                                | 4:23  |
| 14. | Layers (featuring Pusha T et Rick Ross – Produit par Mr. Porter)       | It's All About the Benjamins de Puff Daddy featuring Lil' Kim, The Lox et The Notorious B.I.G. | 4:20  |
| 15. | Quiet (featuring Tiara et Mr. Porter – Produit par Mr. Porter)         |                                                                                                | 4:07  |
| 16. | Gottaknow (Produit par Symbolyc One et Epikh)                          |                                                                                                | 3:55  |
| 17. | Off (Produit par Mr. Porter)                                           |                                                                                                | 3:20  |